# Tyukod
Tyukod är en ort i Ungern.   Den ligger i provinsen Szabolcs-Szatmár-Bereg, i den östra delen av landet, 270 km öster om huvudstaden Budapest. Tyukod ligger 109 meter över havet och antalet invånare är 2 188.
Terrängen runt Tyukod är mycket platt. Runt Tyukod är det ganska tätbefolkat, med 104 invånare per kvadratkilometer. Närmaste större samhälle är Nagyecsed, 12,9 km väster om Tyukod. Trakten runt Tyukod består till största delen av jordbruksmark.